# Бунду, Леонард
Леонард Бунду (итал. Leonard Bundu; род. 21 ноября 1974, Фритаун) — итальянский боксёр сьерра-леонского происхождения, представитель первой средней и полусредней весовых категорий.
Выступал за сборную Италии по боксу в конце 1990-х — начале 2000-х годов, чемпион Средиземноморских игр, бронзовый призёр чемпионата мира, победитель и призёр турниров международного значения, участник летних Олимпийских игр в Сиднее.
В период 2005—2016 годов боксировал на профессиональном уровне, владел несколькими региональными титулами, был претендентом на титул временного чемпиона мира по версии Всемирной боксёрской ассоциации (WBA).

## Биография
Леонард Бунду родился 21 ноября 1974 года в городе Фритаун, Сьерра-Леоне. Впоследствии переехал на постоянное жительство в Италию.

### Любительская карьера
Первого серьёзного успеха на взрослом международном уровне добился в сезоне 1997 года, когда вошёл в основной состав итальянской национальной сборной и побывал на Средиземноморских играх в Бари, откуда привёз награду золотого достоинства, выигранную в полусредней весовой категории. Также в этом сезоне выступил на международном турнире «Золотой пояс» в Румынии и на чемпионате мира в Будапеште.
В 1998 году одержал победу на чемпионате Италии в первом среднем весе.
На мировом первенстве 1999 года в Хьюстоне стал бронзовым призёром в полусреднем весе, уступив на стадии полуфиналов титулованному кубинцу Хуану Эрнандесу Сьерре. Помимо этого, получил бронзу на Кубке Акрополиса в Афинах, где был остановлен в полуфинале сербом Геардом Аетовичем, вновь боксировал на турнире «Золотой пояс».
Благодаря череде удачных выступлений удостоился права защищать честь страны на летних Олимпийских играх 2000 года Сиднее — в категории до 67 кг благополучно прошёл первого соперника по турнирной сетке, тогда как во втором бою со счётом 4:13 потерпел поражение от казаха Данияра Мунайтбасова.
После сиднейской Олимпиады Бунду остался в составе боксёрской команды Италии и продолжил принимать участие в крупнейших международных соревнованиях. Так, в 2001 году он дошёл до четвертьфинала на турнире «Трофео Италия» в Неаполе, проиграв болгарину Спасу Генову, и выступил на чемпионате мира в Белфасте, где в 1/8 финала был побеждён ирландцем Джеймсом Муром.
В 2002 году вновь был лучшим на чемпионате Италии в первом среднем весе, выиграл серебряную медаль на Мемориале Карла Лемана в Таллине, уступив в решающем финальном поединке представителю Украины Виктору Полякову.
В 2003 году выступил на нескольких крупных турнирах, но ни в одном случае попасть в число призёров не смог. В частности, на мировом первенстве в Бангкоке уже в стартовом бою потерпел поражение от тайца Манона Бунчамнонга и сразу же выбыл из борьбы за медали.
От своей родной страны Сьерра-Леоне пытался пройти отбор на Олимпийские игры 2004 года в Афинах, но на африканской олимпийской квалификации в Ботсване дошёл только до полуфинала и не смог получить олимпийскую лицензию.

### Профессиональная карьера
Не сумев отобраться на Олимпиаду в Афинах, Бунду вскоре ушёл из любительского бокса и в апреле 2005 года успешно дебютировал на профессиональном уровне. Выступал исключительно на территории Италии и долгое время не знал поражений, завоевав несколько региональных титулов. В том числе стал чемпионом Италии среди профессионалов и чемпионом Средиземноморья в полусредней весовой категории по версии Международной боксёрской федерации (IBF). Позже в 2009 году добавил в послужной список титул чемпиона Европейского боксёрского союза (EBU) и титул интерконтинентального чемпиона Всемирной боксёрской ассоциации (WBA).
Имея в послужном списке 31 победу без единого поражения, в 2014 году Леонард Бунду удостоился права оспорить титул временного чемпиона мира WBA в полусреднем весе, который в то время принадлежал непобеждённому американцу Киту Турману (23-0). Чемпионский бой между ними состоялся на арене MGM Grand в Лас-Вегасе и продлился все отведённые 12 раундов, в итоге судьи единогласным решением отдали победу Турману.
В августе 2016 года в Нью-Йорке Бунду встретился с сильным американским проспектом Эрролом Спенсом (20-0) и проиграл ему нокаутом в шестом раунде.